# Nijazi Ramadani
 (novembre 2017).
Le contenu est difficilement compréhensible vu les erreurs de traduction, qui sont peut-être dues à l'utilisation d'un logiciel de traduction automatique.
Pour les articles homonymes, voir Ramadani.
Œuvres principales
Dheshkronjë Arbëri(poésie), Imazh i ngrirë (roman), Azgani&Ylberi (drame)
Nijazi Ramadani (né le 14 février 1964 à Kokaj, près de Gjilan dans la Province du Kosovo actuellement devenue République du Kosovo) est un poète, romancier, critique d'art, critique littéraire, analyste politique et intellectuel yougoslave puis albanais. êcrivain  e Re, Prend Buzhala Au début, l'auteur décrit l'image et le message, donnant lieu comme le tissage d'une élaboration poétique dramatique, jusqu'à ce qu'il sélectionne en poétique le dicton artistique et fonctionnel dense esthétiquement, tout l'espace, où Il met en évidence les temps de confrontation et les valeurs du patriotisme, également tels que ceux de l'amour et des réflexions sur les réalités personnelles et nationales que nous avons vécues et vécues le principe kantien, que le créateur lui-même est celui qui trouve les normes, les principes de l'action créatrice personnelle.
Le poète parvient à relier l'histoire, les souvenirs d'hier au mythique et au contemporain.

## Style et art poétique
La sémantique figurative réapparue à partir d'autres volumes, apparaît toujours rigide, figée, immobile, où l'image révèle ou marque l'autonomie du lyrisme, selon ce principe kantien, que le créateur lui-même est celui qui trouve les normes, les principes de l'action créatrice personnelle.
Le poète parvient à relier l'histoire, les souvenirs d'hier au mythique et au contemporain.
La poésie de Nijazi est créée au moment où il concentre sa vision du monde sur les racines du national, sur la forte identité de soi à travers le temps, comme des noyaux qui génèrent constamment des valeurs de l'âme, enracinées dans le temps et des valeurs durables. Sa poésie est prononcée comme un dialogue avec hier et aujourd'hui, donc contrairement à de nombreux poètes qui affichent le nihilisme comme une vision lyrique du monde, Nijazi n'accepte pas cela; il dit oui à la fois à la douleur et au bonheur. Il les accepte à mesure qu'ils arrivent, il ne se met pas à genoux à la vie. Le Ramadan cherche la clé d'or du bonheur ultime. Il y a aussi sa dernière volonté et son testament.
Le mot comme feu testamentaire inextinguible, le mot comme feu d'inspiration poétique et de dévotion. Comment il le reflète à travers un système figuratif consolidé (notamment avec le symbole et la métaphore) et avec un degré de sensibilité assez élevé. Sa poésie se compose de plusieurs niveaux et sous-niveaux de sens, quand cela devient nécessaire pour le poète, car elle a servi de bouclier contre les attaques contre l'envahisseur, la poésie a explosé de lyrisme et de sentiment poétique, sans s'écarter du style albanais traditionnel.

## L'éducation
Il a fait ses études à l’école de Gjilan. Il a obtenu son diplôme à l'Université de Prishtina – Faculté de l'Éducation où, dans le fini des mathématiques et de l'informatique. Il a été parmi les plus connus modernes représentants du contemporain verset[ dans le KosovoRamadani est connu en tant que créateur littéraire, où sa créativité littéraire est principalement concentré sur le traitement des raisons nationales, respectivement le thème du patriotisme.

## Travail et de l'activité
Nijazi Ramadani est l'auteur de dix livres sur la littérature, le théâtre, le journalisme, les arts visuels et la critique littéraire, de la fiction, des nouvelles, des romans, des pièces de théâtre et des articles polémiques.. Il a publié des critiques, des articles, des essais, des traités et des articles engagés dans des albanais divers magazines et à l'étranger résoudre les diverses questions sociales, culturelles et de la littérature albanaise. Certaines de ses œuvres ont été traduites dans d'autres langues.
Ce travail avec ses créations littéraires apparu dans les années '80 à la presse locale, où il a notamment publié de la poésie. Au cours de son travail, il a abordé tous les genres journalistiques écrits. Il est un enseignant, coordonnateur des artistes, des créateurs et des journalistes, l'éditeur conduit édition (albanais: "Rrjedha"), où il a publié un grand nombre d'ouvrages, et édité le magazine (albanais: Ushtima e maleve). Il a travaillé par la suite en tant que journaliste pour le journal Epoka e Re (Nouvelle ère) à Pristina, et il est membre de l'Association des Écrivains du Kosovo.

## Publications
- Albanais de la géographie (albanais : "Dheshkronjë arbri"), 1995, éditeur: Jeta e Re, Prishtina,
- Le Kosovo et l'auto-détermination (albanais : "Kosova dhe vetëvendosja"), 1998, éditeur:édition de "Rrjedha"(en tant que co-auteur)
- Le temps de l'image (albanais : "Imazh kohe"), 2008, la maison d'édition Rrjedha, Gjilan,
- D'autres acceptent de théâtre(albanais : "Qasje tjeter në teater"), 2008, l'édition(éditeur): (albanais : "Rrjedha")[6]
- Vivante image (albanais : "Imazh i gjallë"), comédie dramatique 2013, éditeur: Rrjedha, Prishtina (MKRS)
- Image figée (albanais : "Imazh i ngrirë"), roman, 2010, éditeur: Rrjedha, Prishtina[7] Kosovo[8]
- Kokaj monographie 1842-2012" (albanais : "Monografia për Kokajt"), monographie de 2012, éditeur: ((en albanais : "Rrjedha")), Gjilan[9],
- Thjerëz ( Poezi) 1978-2018, éditeur: 2018, Rrjedha, Gjilan [10]